# ネイサン・マヨ
ジョン・ネイサン・マヨ（英語: John Nathan Mayo[ˈmeɪoʊ]、1876年12月1日 - 1960年4月14日）は、アメリカ合衆国の政治家、企業経営者。

## 幼少
1876年12月1日にノースカロライナ州ウィタカーズに誕生した。10歳の時に家族と共にフロリダ州オカラへ移住した。

## 政界

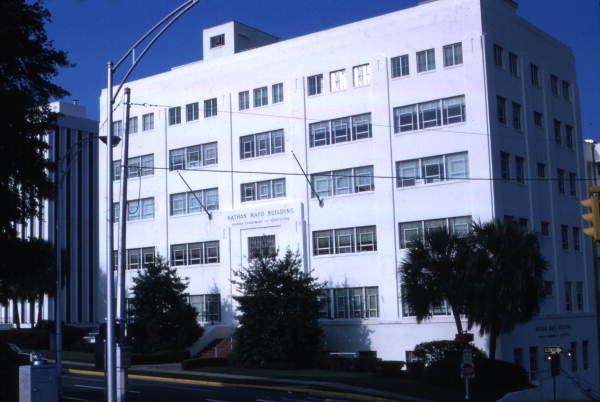
ネイサン・マヨ・ビルディング

1913年には公選職であるフロリダ州マリオン郡の郡政委員を務め、1921年から23年まではフロリダ州議会下院の議員を務めた。1923年にフロリダ州農務長官となり、1960年4月14日に死去するまで同職を務めた。子のウィリアム・T・マヨ（William T. Mayo）はフロリダ州公益事業委員会の委員を1964年から1981年まで務めた。